# C46 (Namibië)
De C46 is een secundaire weg in het noordwesten van Namibië. De weg loopt van Oshakati naar de grens met Angola bij Ruacana. In Angola loopt de weg als EN110 verder naar Lubango.
De C46 is 150 kilometer lang en loopt door de regio's Oshana en Omusati.